# Oskar Fielcman
Oskar Borisowicz Fielcman (ros. Оска́р Бори́сович Фе́льцман; ur. 18 lutego 1921, zm. 3 lutego 2013) – radziecki i rosyjski kompozytor muzyki filmowej. Zasłużony Działacz Sztuk RFSRR (1972). Ludowy Artysta RFSRR (1989).
Pochowany na Cmentarzu Nowodziewiczym w Moskwie.

## Wybrana muzyka filmowa

### Filmy animowane
- 1972: Noworoczna bajka

## Odznaczenia
- Order Za Zasługi dla Ojczyzny II stopnia[3]